# Pentasacme caudatum
Pentasacme caudatum är en oleanderväxtart som beskrevs av Wallich och Robert Wight. Pentasacme caudatum ingår i släktet Pentasacme och familjen oleanderväxter. Inga underarter finns listade i Catalogue of Life.